# Paralamprops cherkii
Paralamprops cherkii är en kräftdjursart som beskrevs av Daniel Reyss 1978. Paralamprops cherkii ingår i släktet Paralamprops och familjen Lampropidae. Inga underarter finns listade i Catalogue of Life.